# グレアム・ル・ソー
グレアム・ル・ソー (Graeme Le Saux、1968年10月17日 - ) は、イギリス・ジャージー島出身の元サッカー選手。ポジションはDF。2005年に現役を引退するまで主として左サイドバックとしてプレーした。また所属クラブやイングランド代表でプレースキックのキッカーを任されることもあった。

## 経歴
ジャージー島にあるセント・ポールスというチームから1987年にチェルシーに移籍。1990-91シーズンからレギュラーに定着する。しかし監督のイアン・ポーターフィールドと対立してしまい1993年3月にブラックバーン・ローヴァーズに移籍。すぐさまポジションを獲得し1994年3月9日デンマーク戦でイングランド代表デビューを果たす。
1994-95シーズンにはアラン・シアラー、クリス・サットンらと共にブラックバーン・ローヴァーズのリーグ優勝に貢献した。1995年にブラジル代表との試合においてミドルシュートを打ち、それが得点となったという経験もしている。1997年にはチェルシーに復帰して、翌1998年フランスワールドカップのイングランド代表に選出される。一次リーグのチュニジア代表戦では彼のフリーキックからアラン・シアラーのゴールが生まれた。しかしその後は怪我、代表の若返りなどもあり代表から遠ざかってしまう。
2001-02シーズンにはクラブで左サイドハーフとして安定したプレーを見せ、左サイドの人材難に陥っていたイングランド代表入りを待望する声もあったが、2002年FIFAワールドカップ日韓大会のメンバーには選ばれなかった。2003年7月にはウェイン・ブリッジと交換でサウサンプトンに移籍。サウサンプトンでもレギュラーを張ったものの、翌2004-05シーズンは怪我に悩まされる。チームが降格圏内で低迷するなか復帰し、35節のノリッジ戦ではボレーシュートを決め、プレミアリーグ残留が懸かったシーズン最終戦マンチェスター・ユナイテッドとの大一番ではコーナーキックからゴールを生み出した。しかしチームは敗れ降格、そして彼もピッチを去った。
しかし、2012年イングランド9部リーグ・ウェンブリーFCに選手として加入。

## 所属クラブ
- チェルシーFC 1987-93
- ブラックバーン・ローヴァーズFC 1993-97
- チェルシーFC 1997-2003
- サウサンプトンFC 2003-05

## 代表歴

### 出場大会
- イングランド代表
  - 1998 FIFAワールドカップ

### 試合数
- 国際Aマッチ 36試合 1得点（1994年-2000年）[2]

| イングランド代表 | 国際Aマッチ | 国際Aマッチ |
| 年               | 出場        | 得点        |
| ---------------- | ----------- | ----------- |
| 1994             | 6           | 0           |
| 1995             | 6           | 1           |
| 1996             | 0           | 0           |
| 1997             | 9           | 0           |
| 1998             | 11          | 0           |
| 1999             | 3           | 0           |
| 2000             | 1           | 0           |
| 通算             | 36          | 1           |

## タイトル
チェルシーFC
- フットボールリーグカップ (1998)
- UEFAカップウィナーズカップ (1997-98)

ブラックバーン・ローヴァーズFC
- プレミアリーグ (1994-95)